# Cricotopus nevadensis
Cricotopus nevadensis is een muggensoort uit de familie van de dansmuggen (Chironomidae). De wetenschappelijke naam van de soort is voor het eerst geldig gepubliceerd in 1992 door Casas & Vilchez-Quero.